# Saison 1993-1994 du Paris Saint-Germain
Maillots
Chronologie
Saison précédente Saison suivante
La saison 1993-1994 du Paris Saint-Germain voit le club de la capitale s'aligner en Division 1 pour la 20e année consécutive. Le Paris SG tentera de faire mieux que la 2e place obtenue en 1992-1993, et participera également à la Coupe d'Europe des vainqueurs de coupe et la Coupe de France.

## Avant-saison

### Préparation d'avant-saison
Matchs amicaux
AS Beauvais (D2) 1-3 Paris SG 

FC Rouen 1-3 Paris SG 

Paris SG 0-0 Brésil

## Compétitions

### Championnat
La saison 1993-1994 de Division 1 est la cinquante-sixième édition du championnat de France de football. La division oppose vingt clubs en une série de trente-huit rencontres. Les meilleurs de ce championnat se qualifient pour les coupes d'Europe que sont la Ligue des Champions (le vainqueur), la Coupe UEFA (les trois suivants) et la Coupe des vainqueurs de coupe (le vainqueur de la Coupe de France). Le Paris Saint-Germain participe à cette compétition pour la vingt-et-unième fois de son histoire et la vingtième depuis la saison 1974-1975.

#### Classement et statistiques
Le Paris Saint-Germain termine le championnat à la première place avec 24 victoires, 11 matchs nuls et 3 défaites. Une victoire rapportant deux points et un match nul un point, le PSG totalise 59 points, soit à huit points de l'Olympique de Marseille, deuxième. Les Parisiens possèdent la deuxième attaque du championnat, la meilleure défense et la meilleure différence de buts. Le Paris SG est la deuxième équipe à domicile du championnat (33 points) et la meilleure à l'extérieur (26 points).
Extrait du classement de Division 1 1993-1994
| Rang | Équipe                 | Pts | J  | G  | N  | P  | Bp | Bc | Diff |
| --- | ---------------------- | --- | -- | -- | -- | -- | -- | -- | ---- |
| 1 | Paris SG               | 59  | 38 | 24 | 11 | 3  | 54 | 22 | +32  |
| 2 | Olympique de Marseille | 51  | 38 | 19 | 13 | 6  | 56 | 33 | +23  |
| 3 | AJ Auxerre             | 46  | 38 | 18 | 10 | 10 | 54 | 29 | +25  |
| 4 | Girondins de Bordeaux  | 46  | 38 | 19 | 8  | 11 | 54 | 37 | +17  |
| 5 | FC Nantes              | 45  | 38 | 17 | 11 | 10 | 47 | 32 | +15  |
| 6 | AS Cannes              | 44  | 38 | 16 | 12 | 10 | 50 | 43 | +7   |
| - Premier tour de la Ligue des champions 1994-1995 - Rétrogradation en Division 2 1994-1995 (voir affaire VA-OM) - Premier tour de la Coupe UEFA 1994-1995 - Premier tour de la Coupe des coupes 1994-1995 |                        |     |    |    |    |    |    |    |      |

##### Évolution du classement
| Journée | 1  | 2  | 3 | 4 | 5  | 6 | 7 | 8 | 9 | 10 | 11 | 12 | 13 | 14 | 15 | 16 | 17 | 18 | 19 | 20 | 21 | 22 | 23 | 24 | 25 | 26 | 27 | 28 | 29 | 30 | 31 | 32 | 33 | 34 | 35 | 36 | 37 | 38 | Journées en tête | Nombre de journées relégable |
| ------- | -- | -- | - | - | -- | - | - | - | - | -- | -- | -- | -- | -- | -- | -- | -- | -- | -- | -- | -- | -- | -- | -- | -- | -- | -- | -- | -- | -- | -- | -- | -- | -- | -- | -- | -- | -- | ---------------- | ---------------------------- |
| Rang    | 17 | 10 | 7 | 6 | 11 | 8 | 9 | 4 | 2 | 1  | 2  | 2  | 1  | 1  | 1  | 1  | 1  | 1  | 1  | 1  | 1  | 1  | 1  | 1  | 1  | 1  | 1  | 1  | 1  | 1  | 1  | 1  | 1  | 1  | 1  | 1  | 1  | 1  | 27               | 0                            |

### Coupe de France
La coupe de France 1993-1994 est la 77e édition de la coupe de France, une compétition à élimination directe mettant aux prises tous les clubs de football amateurs et professionnels à travers la France métropolitaine. Elle est organisée par la FFF et ses ligues régionales.
C'est l'AJ Auxerre qui remportera cette édition de la coupe de France en battant sur le score de 3-0 le Montpellier HSC.

### Coupe des coupes
En remportant la Coupe de France la saison précédente, le Paris Saint-Germain participe à l'édition 1993-1994 de la Coupe d'Europe des vainqueurs de coupe et commence son parcours au premier tour face au club chypriote de l'APOEL Nicosie.

## Joueurs et encadrement technique

### Effectif et encadrement
- Joueurs prêtés :
  - Pascal Nouma au SM Caen

### Onze de départ
| Lama Roche Ricardo Sassus Colleter Le Guen (C) Fournier Guerin Valdo Weah Ginola L'équipe type de la saison 1993-1994. |

### Récompenses et distinctions
- Joueur français de l'année en 1993
  - David Ginola

- Trophée UNFP du meilleur joueur du championnat de France 1993-1994
  - David Ginola

## Aspects juridiques et économiques

### Dirigeants
Conseil d'Administration de la S.A.O.S. : Pierre Aranzana, Bernard Brochand, Alain Cayzac, Alain De Greef, Michel Denisot, Guy Drut, Pierre Lescure, Annie Lhéritier, Simon Tahar, Charles Talar, Jean Tiberi.
| Fonction                                      | Nom                                    |
| --------------------------------------------- | -------------------------------------- |
| Président de l'Association                    | Bernard Brochand                       |
| Président de la S.A.O.S.                      | Pierre Lescure                         |
| Président Délégué Association et S.A.O.S.     | Michel Denisot                         |
| Directeur                                     | Jean-François Domergue                 |
| Directeur Sportif                             | Jean-Michel Moutier                    |
| Directeur Financier                           | Pierre Frelot                          |
| Directeur Commercial                          | Richard Cadudal                        |
| Abonnements                                   | Frédérique Schmite                     |
| Produits Dérivés-Télématique                  | Marianne Eshet                         |
| Billetterie et Département Supporteurs        | Pierre Jozroland                       |
| Publicité, Animation et collectivités locales | Bruno Barbier                          |
| Relations Presse                              | Virginie Leduc                         |
| Comptabilité                                  | Marie-Laure Pizzuto Christian Hericher |
| Directeur du Développement (PSG Omnisports)   | Pierre Chabaud                         |

### Équipementiers et sponsors
La tenue est encore cette année fournie par l'équipementier Nike. Cette association dure depuis 1989.
Nous retrouvons comme partenaires :
- la société d'électronique Commodore International, sur le devant du maillot
- la marque de bière sans alcool Tourtel, sur le devant du maillot
- la famille d'ordinateurs Amiga, sur le devant du maillot
- la marque de voitures Seat, sur les manches